# Georgi Slawkow
Georgi Slawkow (bulgarisch Георги Славков; * 11. April 1958; † 21. Januar 2014) war ein bulgarischer Fußballspieler.

## Laufbahn
Slawkow spielte während seiner Karriere in seinem Heimatland bei Trakia Plowdiw und Sredez Sofia, in Frankreich bei AS St. Etienne und in Portugal bei GD Chaves. Internationale Bekanntheit erlangte der Stürmer 1981, als er den 
Goldenen Schuh der UEFA als bester Torjäger Europas gewann.
Zudem wurde er mit Sredez Sofia mehrmals bulgarischer Pokalsieger und ein Mal bulgarischer Meister.

## Titel
Mit ZSKA Sofia
- Bulgarischer Meister 1983
- Bulgarischer Pokalsieger: 1983, 1985
- Sowjetarmee-Pokalsieger 1985, 1986

Eigene Auszeichnungen
- Europäischer Torschützenkönig 1981
- Bulgarischer Torschützenkönig 1981

## Belege
1. ↑  Bulgarien trauert um Stürmer Slavkov (Memento des Originals vom 10. Januar 2016 im Internet Archive)  Info: Der Archivlink wurde automatisch eingesetzt und noch nicht geprüft. Bitte prüfe Original- und Archivlink gemäß Anleitung und entferne dann diesen Hinweis., abgerufen am 10. Januar 2016

| Personendaten    | Personendaten               |
| ---------------- | --------------------------- |
| NAME             | Slawkow, Georgi             |
| KURZBESCHREIBUNG | bulgarischer Fußballspieler |
| GEBURTSDATUM     | 11. April 1958              |
| STERBEDATUM      | 21. Januar 2014             |